# Марре, Сулайман
Сулайман Марре (англ. Sulayman Marreh; род. 15 января 1996, Абуко, Большой Банджул) — гамбийский футболист, полузащитник клуба «Хапоэль» (Хайфа) и сборной Гамбии.

## Клубная карьера
Марре — воспитанник клубов «Абуко Юнайтед» и «Самгер Юнайтед». В начале 2013 года Сулайман перешёл в испанский «Гранада», где для получения игровой практики, выступал за дублирующий состав. 17 октября 2014 года в матче против «Райо Вальекано» он дебютировал в Ла Лиге за основу. В 2017 года Марре подписал контракт с английским «Уотфордом» и сразу же был отдан в аренду в «Реал Вальядолид». 6 сентября в поединке Кубка Испании против «Уэски» он дебютировал за основной состав.
В начале 2018 года Марре был арендован «Альмерией». 10 февраля в матче против «Осасуны» он дебютировал в Сегунде. 18 марта в поединке против «Вальядолида» Сулайман забил свой первый гол за «Альмерию».
В начале 2019 года Марре на правах аренды перешёл в бельгийский «Эйпен». 30 марта в матче против «Остенде» он дебютировал в Жюпиле лиге. По окончании аренды клуб выкупил трансфер игрока. В начале 2020 года Марре перешёл в «Гент». 18 января в матче против «Мускрон-Перювельз» он дебютировал за новую команду.

## Международная карьера
9 февраля 2011 года в товарищеском матче против сборной Гвинеи-Бисау Марре дебютировал за сборную Гамбии. 13 ноября 2019 года в отборочном поединке Кубка Африки 2021 против сборной Анголы Сулайман забил свой первый гол за национальную команду.
В 2022 году Марре принял участие в Кубке Африки 2021 в Камеруне. На турнире он сыграл в матчах против команд Мавритании, Мали, Туниса, Гвинеи и Камеруна.

### Голы за сборную Гамбии
| #  | Дата           | Место                             | Противник | Счёт | Результат | Соревнование                   |
| -- | -------------- | --------------------------------- | --------- | ---- | --------- | ------------------------------ |
| 1. | 13 ноября 2019 | Стадион 11 ноября, Луанда, Ангола | Ангола    | 1:3  | 1:3       | Кубок Африки 2021 квалификация |